# Pachyptila Valley
Das Pachyptila Valley ist ein Tal an der Nordküste Südgeorgiens im Südatlantik. Auf der Barff-Halbinsel erstreckt es sich von der Corral Bay in nordnordöstlicher Richtung.
Das UK Antarctic Place-Names Committee benannte es 2014 nach dem Taubensturmvogel (Pachyptila desolata), zu dessen Brutgebieten das Tal zählt.